# 葛西臨海公園

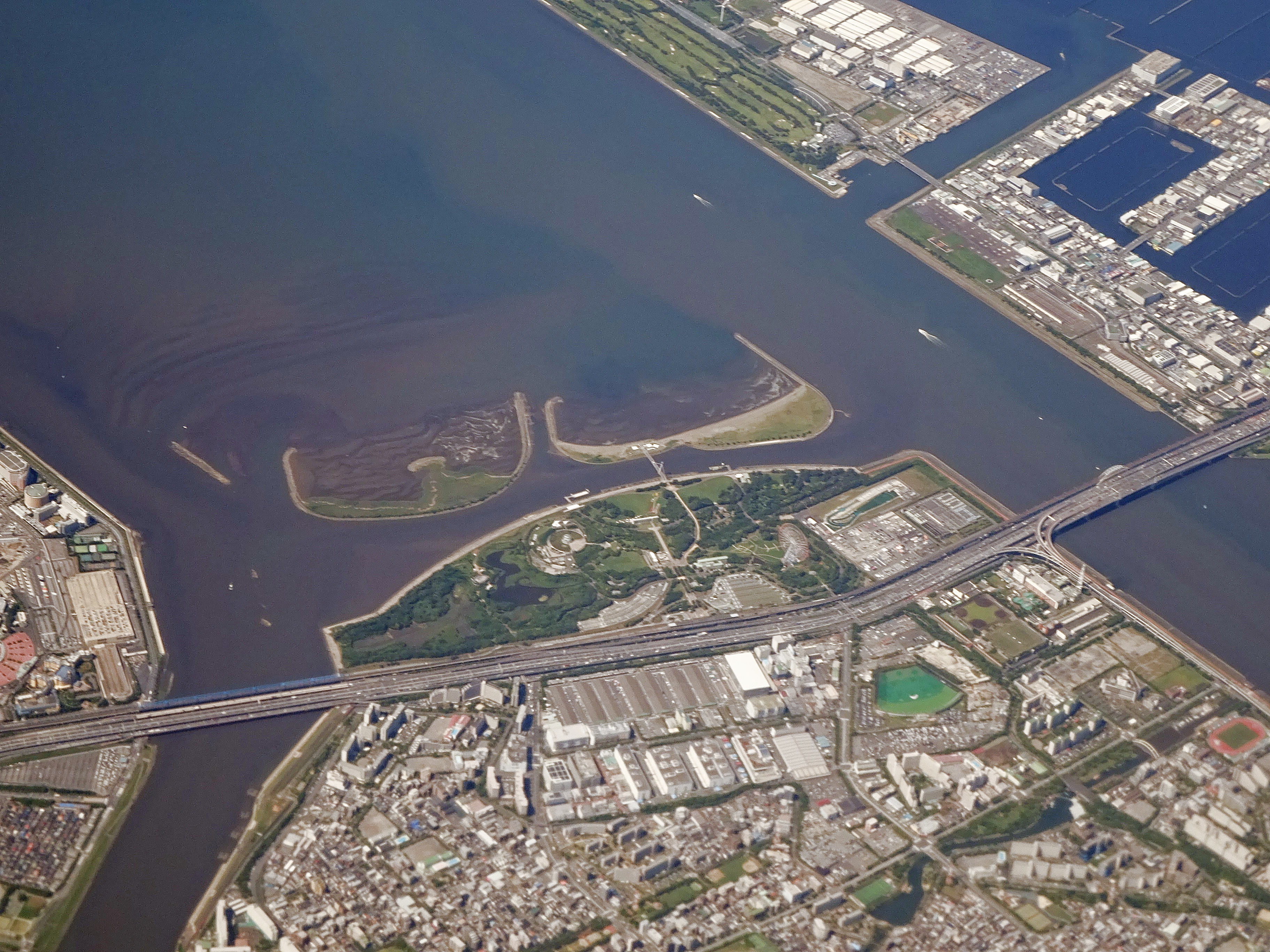
葛西臨海公園を北側から空撮（2023年）

葛西臨海公園（かさいりんかいこうえん）は、東京都江戸川区に所在する東京湾に面した都立公園である。
1972年（昭和47年）から2004年（平成16年）まで実施された葛西沖開発事業により造成された公園で、葛西渚橋を介して葛西海浜公園と隣接する。

## 概要
東京都建設局所管、面積は約80.6haあり、水元公園（96ha）や小金井公園（80ha）と並ぶ大規模公園である。園内には日本有数の水族館「葛西臨海水族園」や飲食施設、大観覧車があるほか、鳥類園や多種多様な植物を楽しむことができ、休日を中心に行楽地として賑わっている。

## 公園の配置
葛西臨海公園駅の南正面に開けた公園である。公園はいくつかのゾーンに分けられている。駅から南に向かって「海へのプロムナード」と呼ばれるメインストリートが延び、両サイドに水族園ゾーン、鳥類園ゾーンに道が分岐する。さらに直進すると、大きな広場に出る。この広場には水族園ゾーンの入口があり、海に進めば日本庭園の入口も見えてくる。この道は「汐風の広場ゾーン」の展望レストハウスで終わるが、大きな広場からは南西に第二のメインストリートが伸びており、これを進むと汐風の広場や葛西海浜公園に行くことができる。
水族園ゾーン（公園中央部東寄り）には葛西臨海水族園がある。これは年間入場者数日本一の記録を持つ、東日本で最も人気のある水族館になっている。屋上は展望台になっており、ドームやヨットの帆が海面に浮いているように見える演出が為されている。
鳥類園ゾーン（公園東部）には広大な森の中に「上の池」（淡水）と「下の池」（汽水）が設けられており、池のほとりには「ウォッチングセンター」をはじめ、野鳥観察のための施設が点在している。鳥類園や葛西海浜公園の東なぎさは渡り鳥の休憩場所になっていて、沖合の浅瀬を餌場にする野鳥やそれを狙う猛禽類も飛来する。
芝生広場ゾーン（公園西北部）には、園内にある宿泊施設ホテルシーサイド江戸川や「蓮池」、日本第二の大きさを誇る観覧車「ダイヤと花の大観覧車」がある。大観覧車は開業後すぐに福岡市のSky Dream Fukuokaに日本一の座を奪われたが、2009年にSky Dream Fukuokaが廃業したため、再び日本一の座に返り咲いた。しかし、2016年7月1日に大阪府吹田市の「REDHORSE OSAKA WHEEL」に再び日本一の座を明け渡して、2016年7月以降は第2位となっている。江戸川区においてもタワーホール船堀 (115m)を凌ぐ、最大の建築物である。
大観覧車付近には「芝生広場」があり、水仙や菜の花、コスモスなどが植えられた花畑がある。水仙は公園全体で20万本が植えられており、毎年1月から2月頃に「水仙まつり」が催されている。蓮池は第一駐車場のすぐそばにある池で、中央に橋が架けられている。この池を渡って、急な上り坂を登ると「バーベキュー広場」がある。
汐風の広場ゾーン（公園南西部～南中部）は海に面していて、南中部の丘上にはガラス張りの展望レストハウス「クリスタルビュー」があり、海を一望できる。この丘は芦ヶ池の方まで広がっており、海抜ゼロメートル地帯の江戸川区を高波から守る防波堤の役割を担っている。

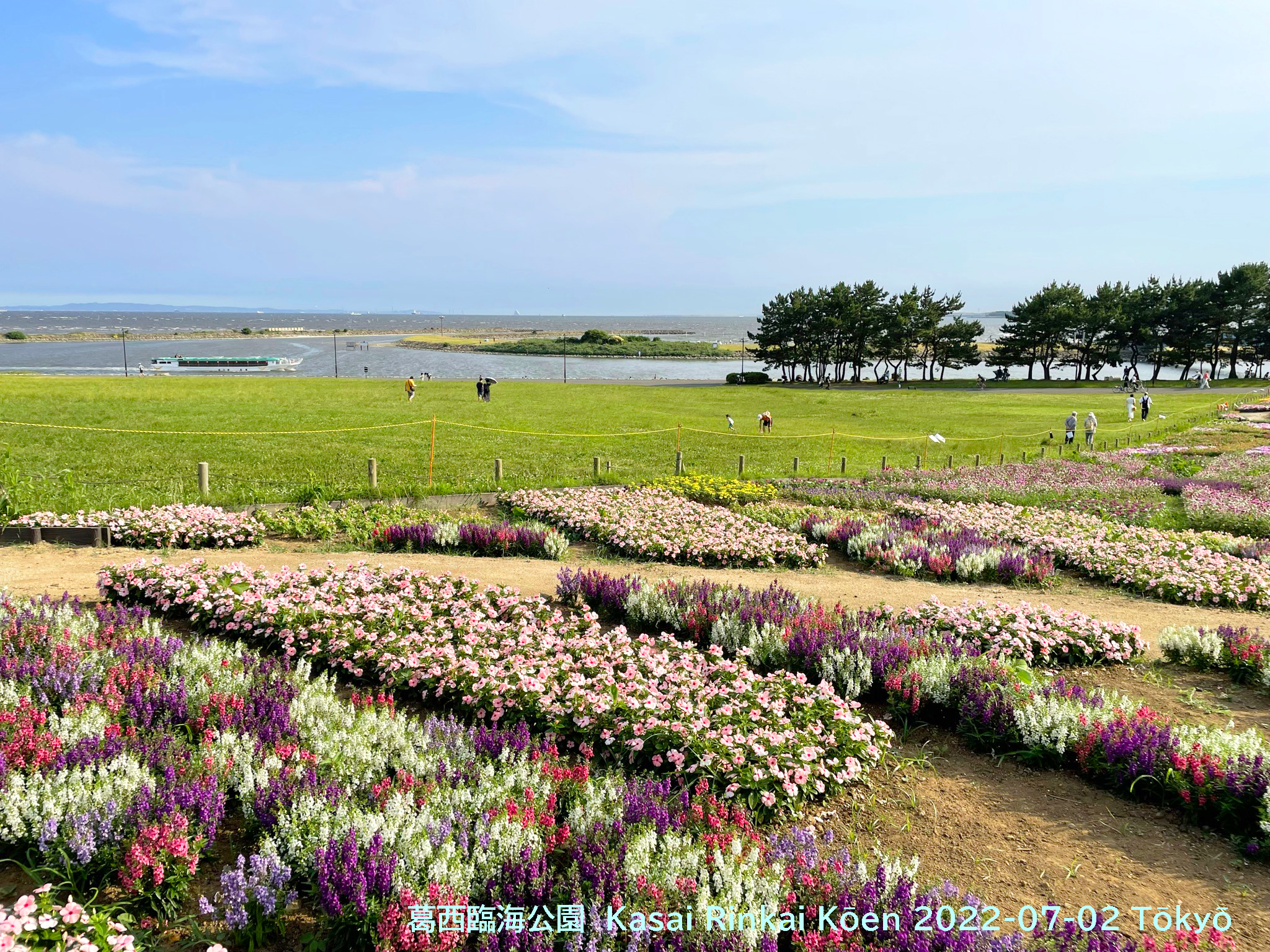
展望広場の花畑

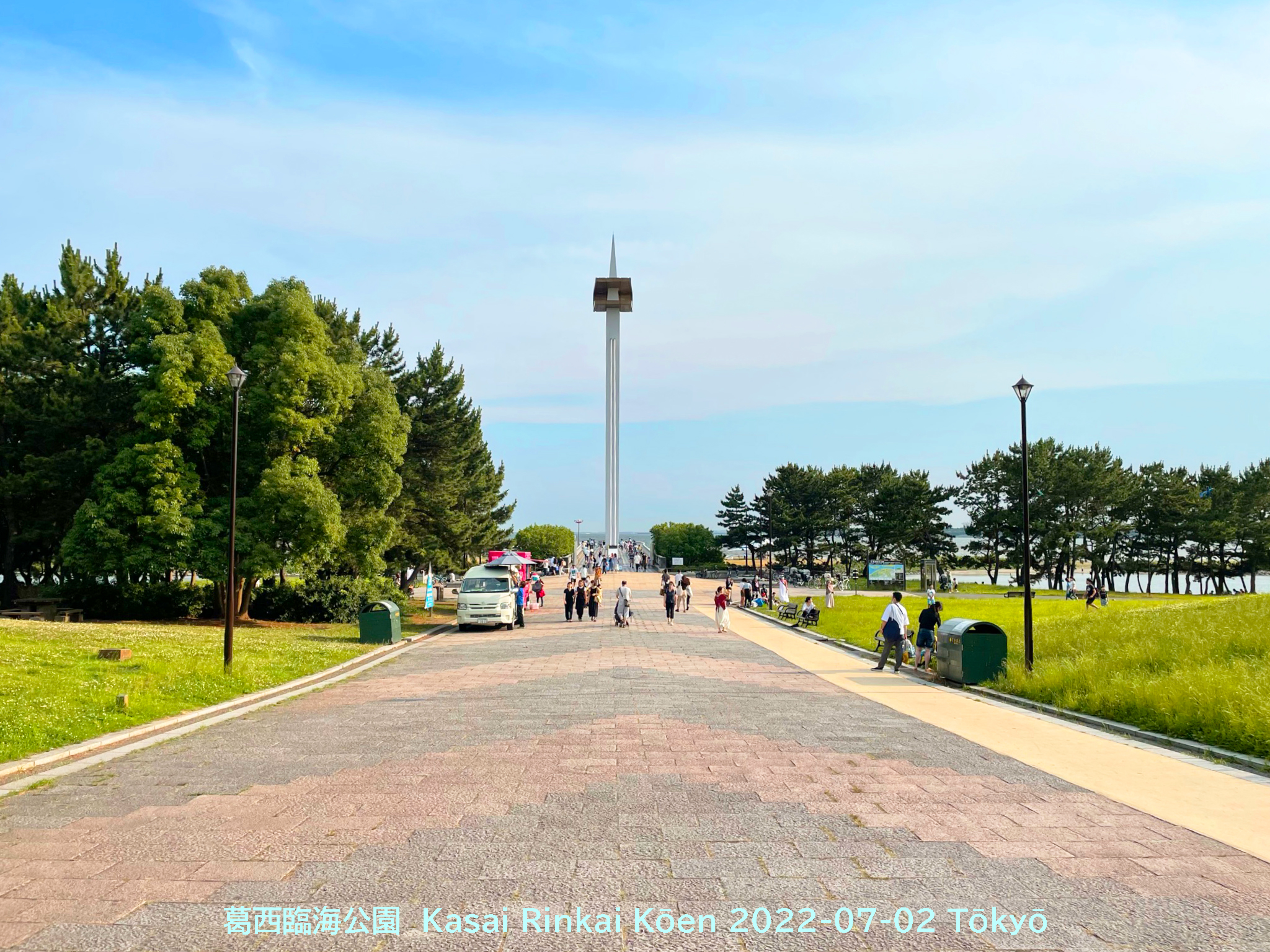
展望広場と汐風の広場の間の、第二のメインストリート。奥の葛西渚橋を渡ると「西なぎさ」に着く

海に面した位置には、芝生張りの大きな広場がある。第二のメインストリートを境に東西に分かれており、東側の「展望広場」はクリスタルビューの麓に広がっている。クリスタルビューから続くなだらかな斜面の一角には花畑が作られている。東側の水族館前の海岸には東京水辺ラインの船着場があり、水上バスでお台場海浜公園に行くことができる。西側の「汐風の広場」ではa-nation（2003年）やAKB48のライブ（2010年）WORLD HAPPINESS、情熱大陸SPECIAL LIVE SUMMER TIME BONANZAが催されたこともある。西端には、廃止された東京都観光汽船の水上バスの船着場があり、その先にも広場や「芦ヶ池」が広がっている。芦ヶ池は窪地で、日本庭園の方から流れてくる小川が注ぎ込んでいる。入口付近は岩場のようになっていて、吊り橋が架かっている。
汐風の広場ゾーンは西側に広いので、2008年（平成20年）に一部を取り壊して東京オリンピックのカヌー・スラーロム施設（鉄骨造、地上2階）を建設する計画が発表されたが、自然保護の観点から地元住民の一部や自然保護団体が反対し、また2016年のオリンピック誘致も無くなったため、計画は白紙に戻った。
公園の南東部の対岸に東京ディズニーランドを臨む江戸川河口付近には、「三日月干潟」と呼ばれる天然の浅瀬が残っている。
鳥類園から南に向かって水族園方面に行く途中には、気象庁の江戸川臨海地域気象観測所が設置されている。
第二のメインストリートを直進すると、水路を隔てて葛西海浜公園の西なぎさがあり、「葛西渚橋」で渡ることができる。

## 自然
葛西臨海公園は、都が東京湾沿岸の汚染や埋め立てで破壊された自然環境を再生しようと整備されたものである。現在、東京都区部では見ることが少なくなった動植物が、園内の森や池に生息している。主な動植物は、都が保護上重要な野生生物種に指定するアカシジミをはじめ、キアゲハなどのチョウ類や、トウキョウダルマガエル、ニホンアカガエルなど5種のカエルなど。また、鳥類では約170種類の水鳥、山野の鳥が確認され、渡り鳥の中継地にもなっている。

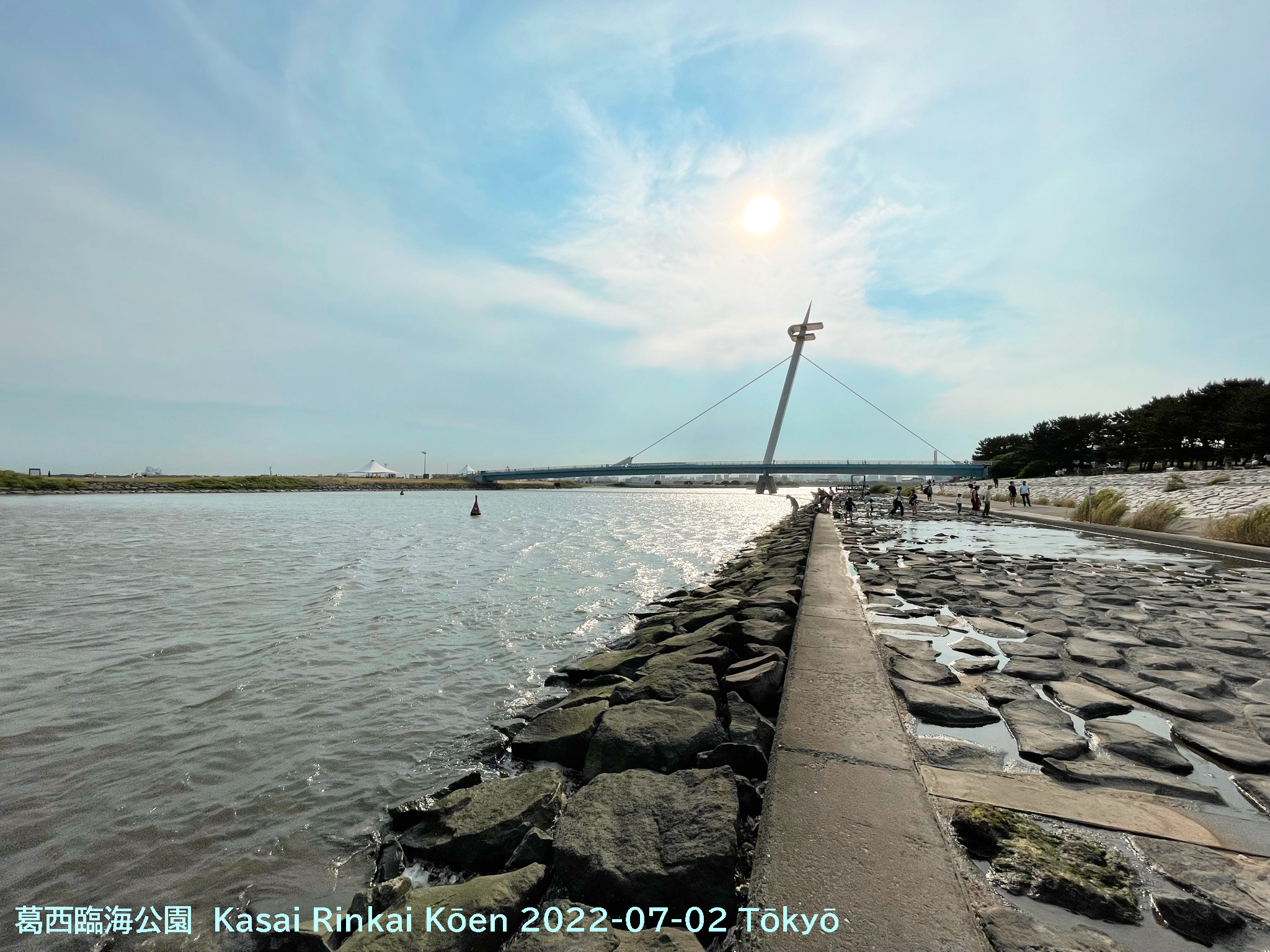
展望広場の波打ち際。遠くに葛西渚橋が見える

### 再開発計画
2023年2月に東京都建設局により、水族園ゾーンにおいておよそ1400本の樹木の伐採が予定されていることが明らかになっている。その伐採跡には太陽光パネルが敷き詰められるとのことである。同時期に進行している明治神宮外苑再開発計画同様の樹木の大量伐採問題等に直面している。

## 施設
- 葛西臨海水族園
- 鳥類園
- 展望レストハウス クリスタルビュー（谷口吉生設計）
- ホテルシーサイド江戸川
- ダイヤと花の大観覧車（最大高度117.0m・直径111.0m、泉陽興業製）

## アクセス
- JR京葉線葛西臨海公園駅
- 都営新宿線一之江駅・東京メトロ東西線葛西駅から都営バス
- 京成バス（SS07・SS08系統）で「葛西臨海公園駅」停留所下車
- 東京水辺ライン（シーパークコース）葛西臨海公園 1日に両国・葛西クルーズが1便、葛西お台場周遊が2便の合わせて3便運航されている（両国↔葛西クルーズ・葛西・お台場周遊）｡
- 東京都観光汽船 葛西臨海公園（2006年3月26日をもって廃止）
- 首都高速湾岸線葛西出入口・国道357号・東京都道318号環状七号線
  - マイカー：駐車場有り

## 沿革
- 1970年（昭和45年）- 東京都海上公園構想。
- 1984年（昭和59年）- 葛西臨海公園基本計画の策定。
- 1989年（平成元年）- 葛西臨海公園の一部開園。隣接する葛西海浜公園の開園。葛西臨海水族園の開園。
- 1994年（平成6年）- 鳥類園の開園。
- 2001年（平成13年）- ダイヤと花の大観覧車の完成。
- 2003年（平成15年）- 葛西海浜公園を含む東京都の海上公園運営の新方針が策定された。「規制優先」から「利用優先」への転換などが提唱された。
- 2006年（平成18年）- 東京都観光汽船の航路廃止。
- 2006年（平成18年）4月1日 - 2011年（平成23年）3月31日まで、指定管理者制度により財団法人東京都公園協会が管理する。

## 関連画像
ウィキメディア・コモンズには、葛西臨海公園に関するカテゴリがあります。

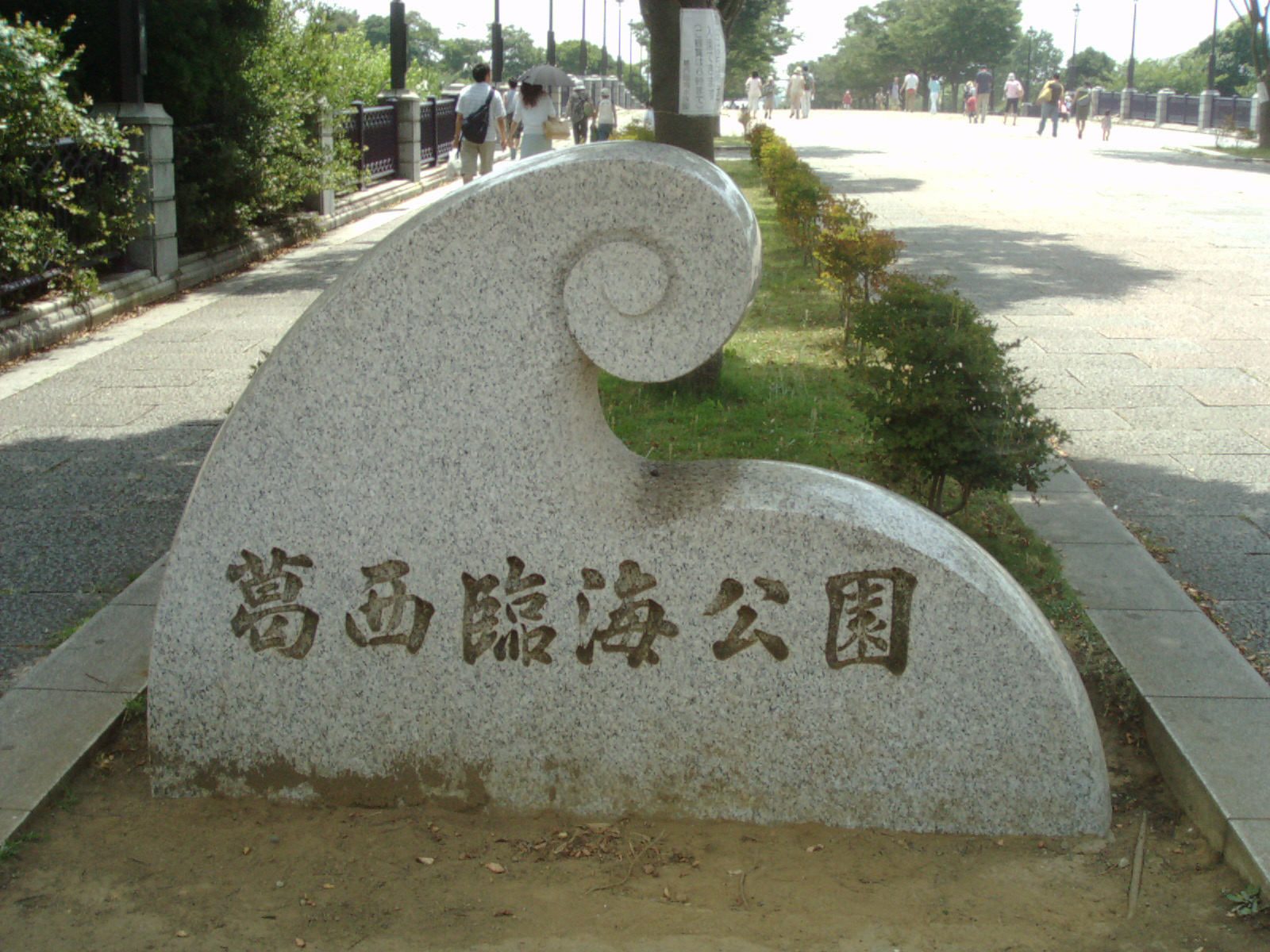
入口
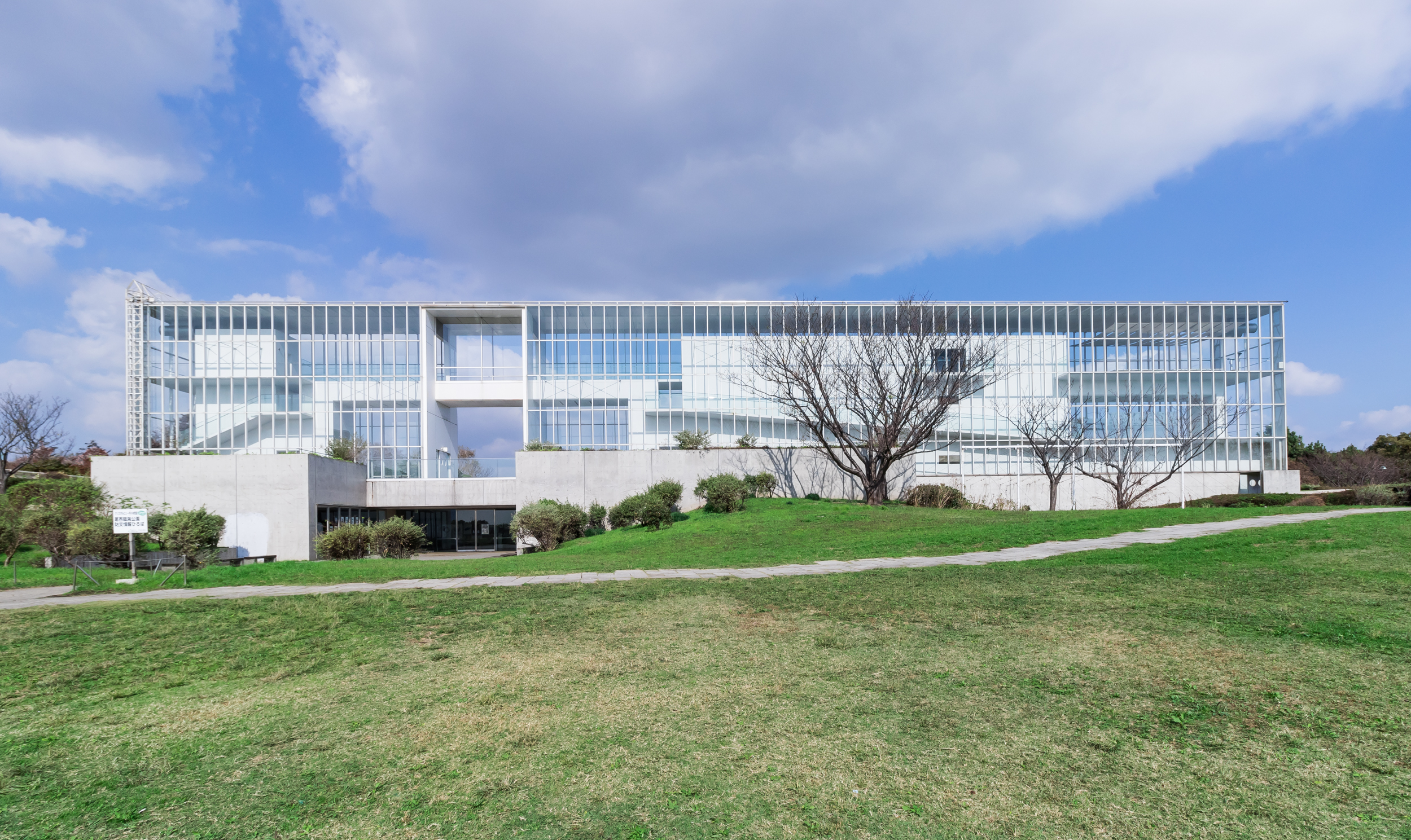
展望レストハウス・クリスタルビュー
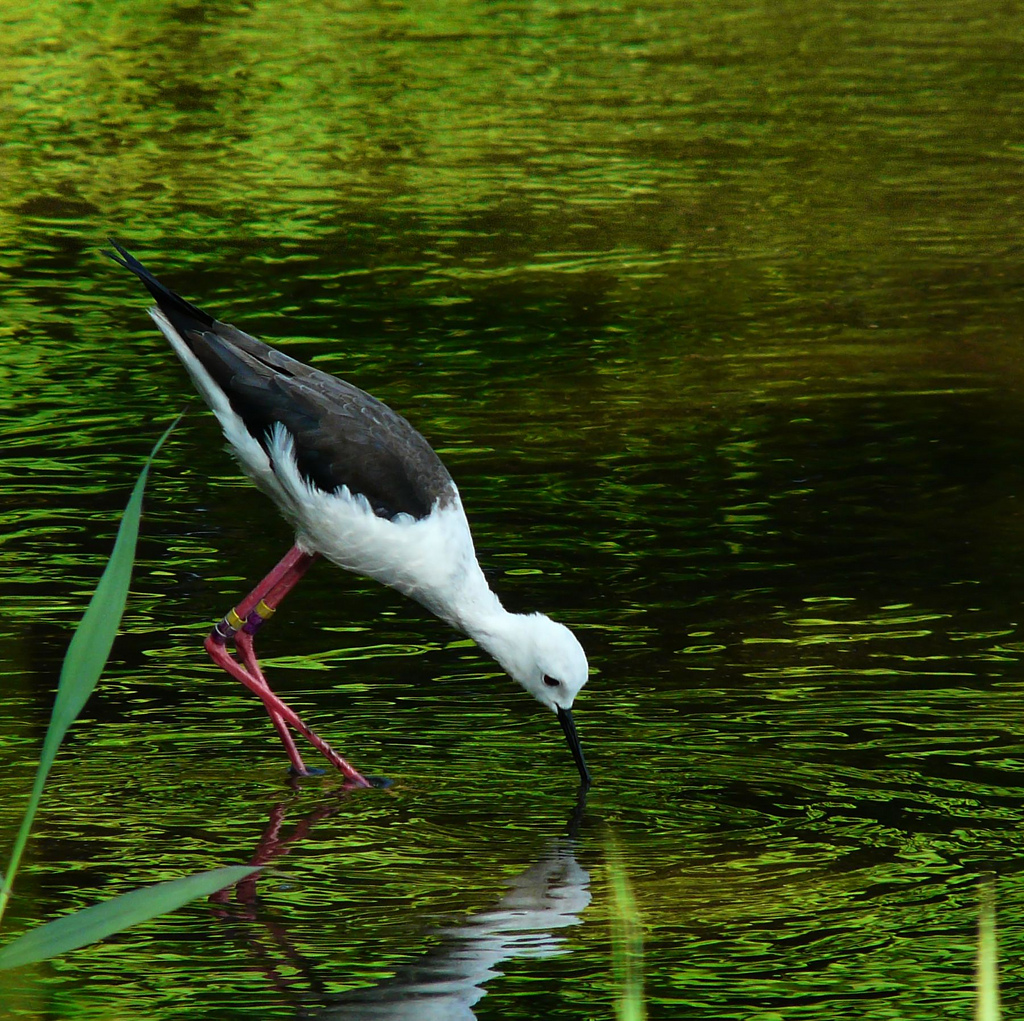
鳥類園のセイタカシギ
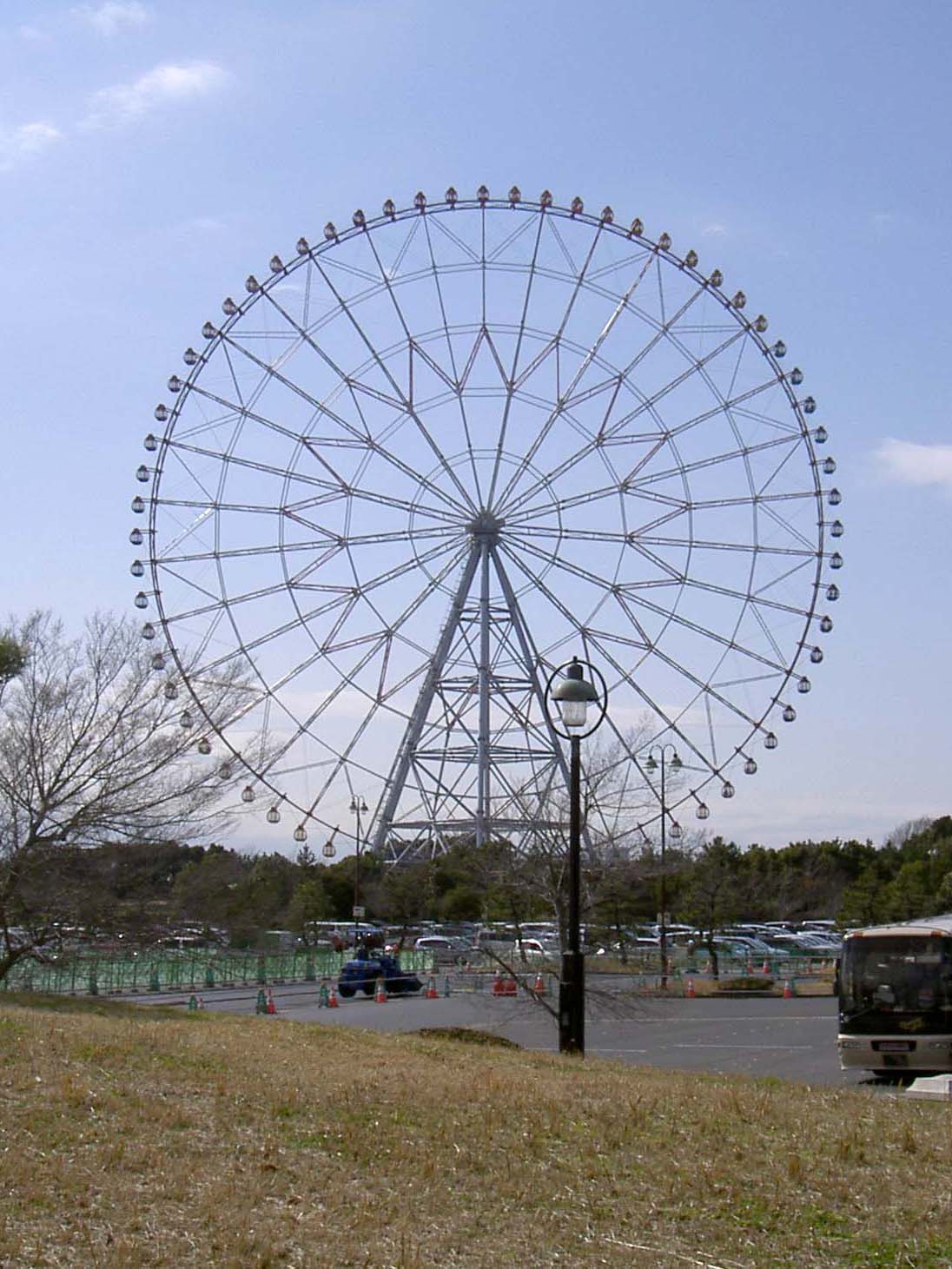
ダイヤと花の大観覧車
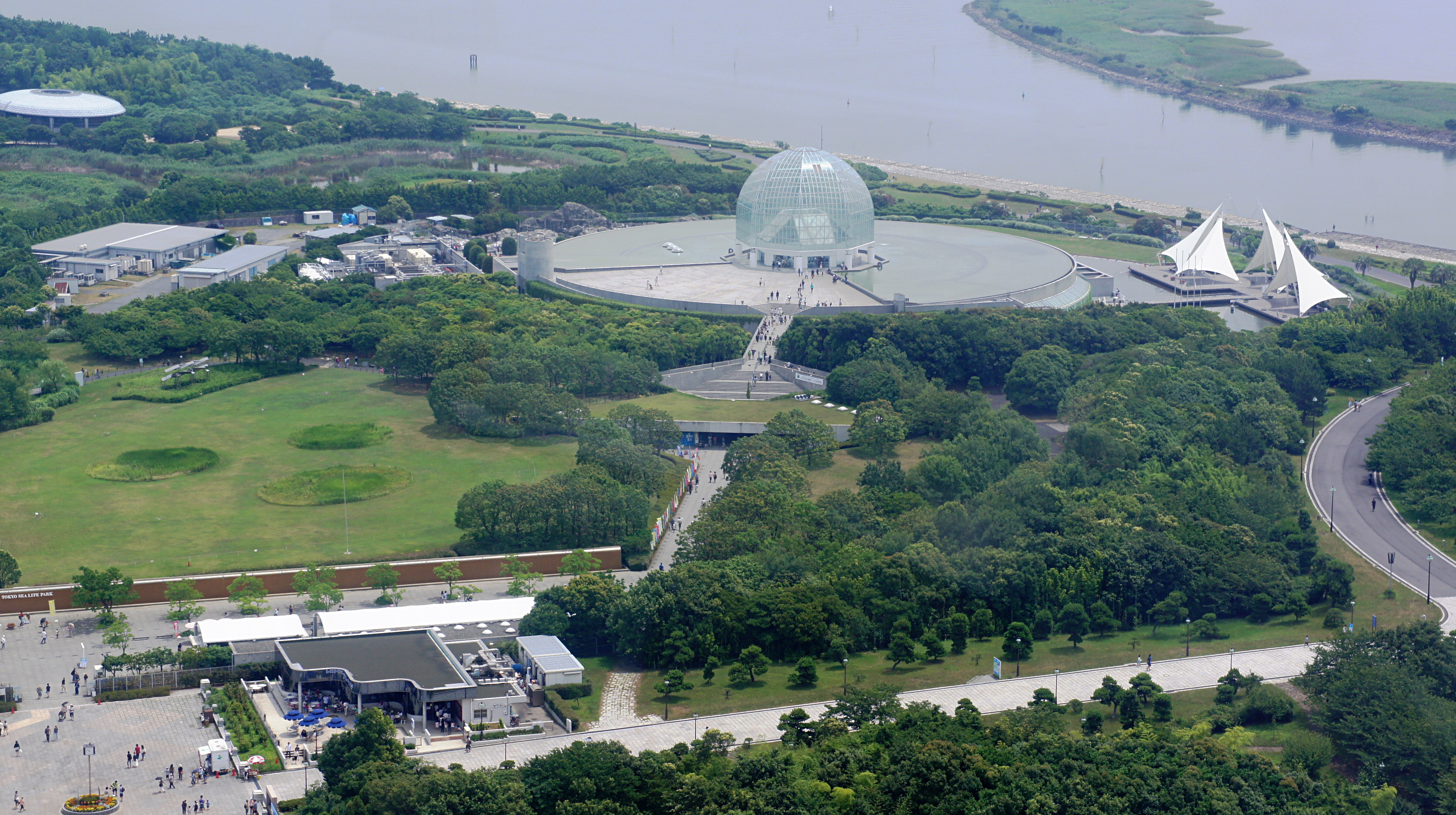
葛西臨海水族園
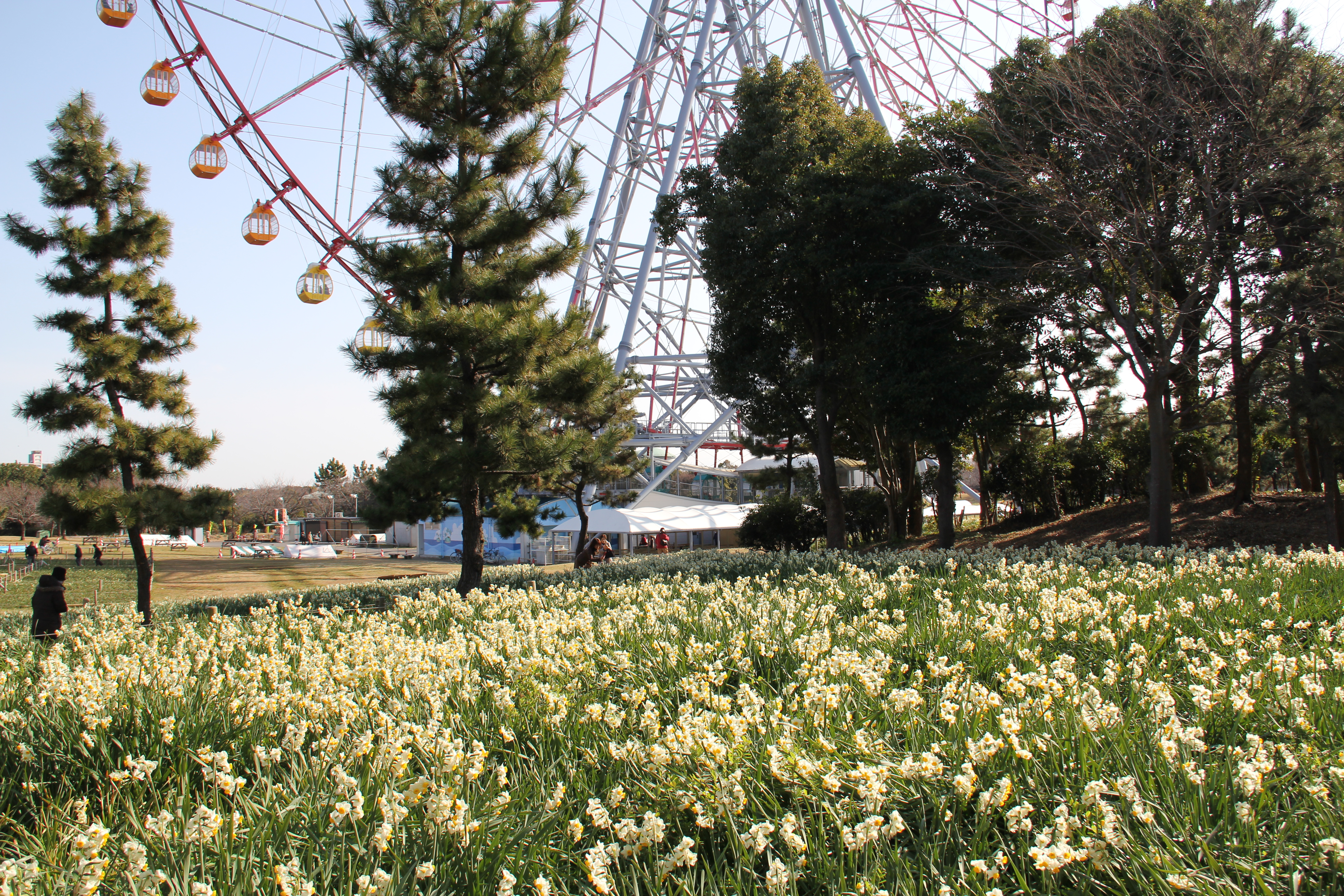
大観覧車付近の水仙の花畑
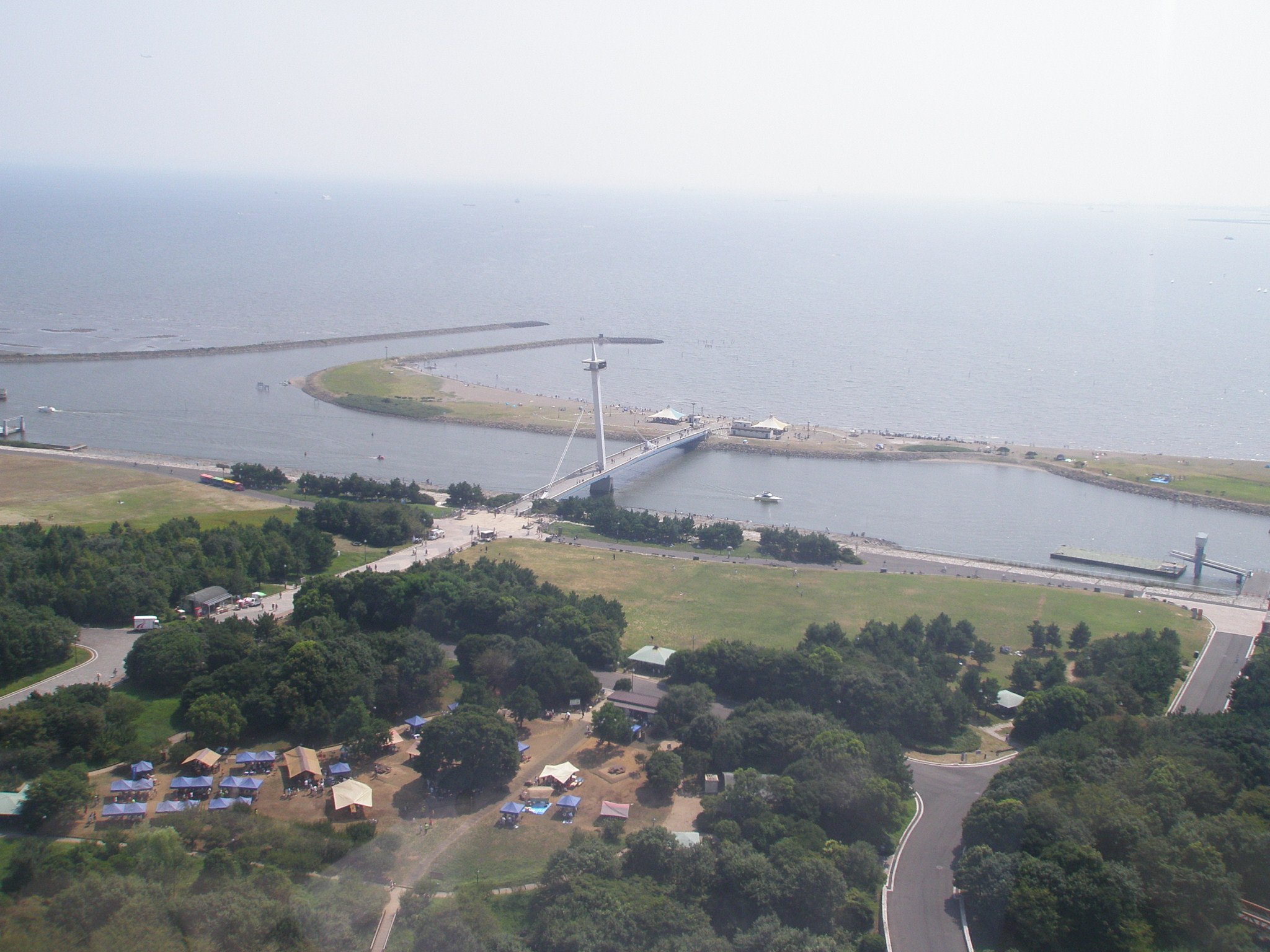
葛西臨海公園（手前）と葛西海浜公園（奥）
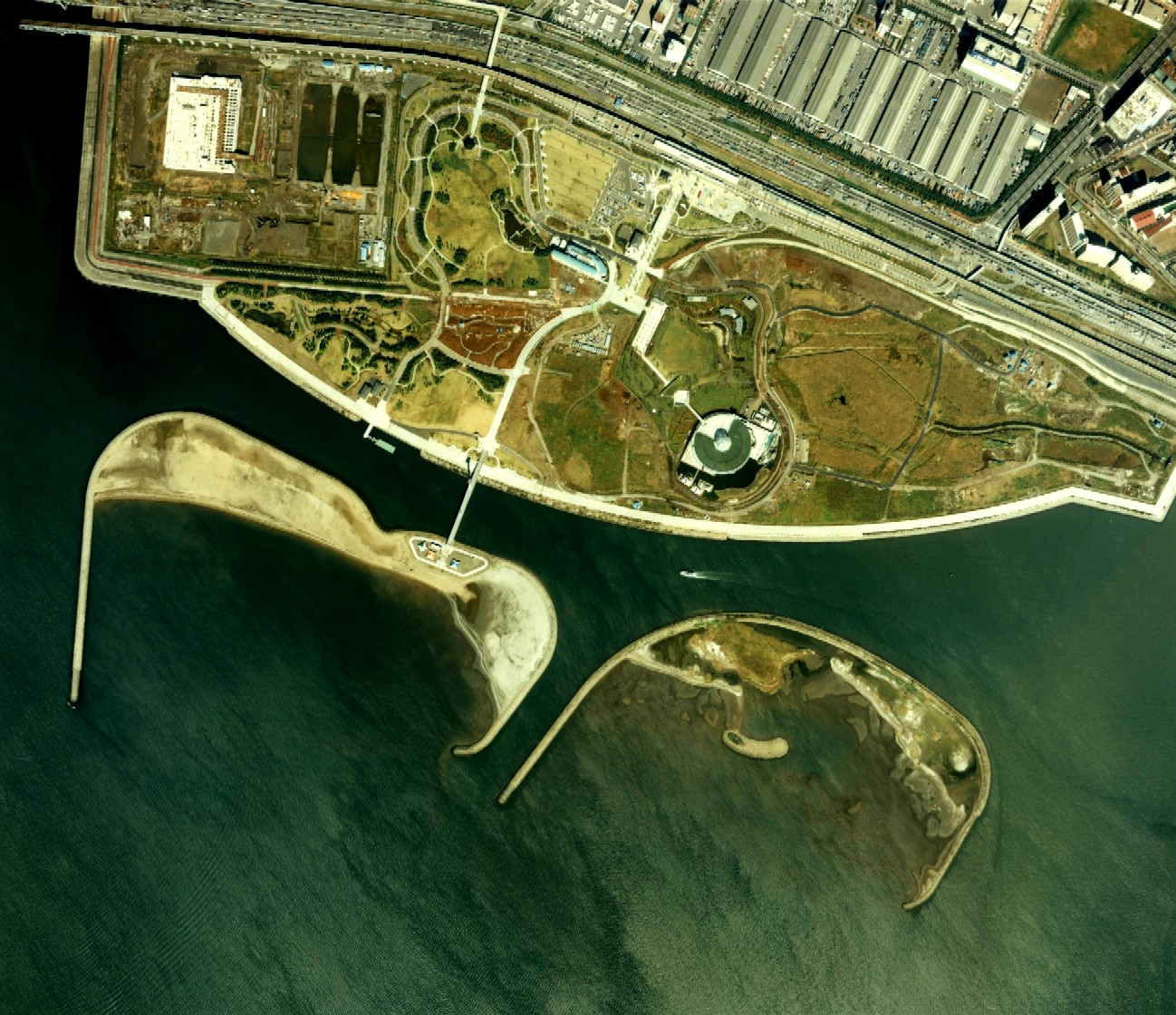
葛西臨海公園付近の航空写真。1989年度撮影。国土交通省 国土地理院 地図・空中写真閲覧サービスの空中写真を基に作成